# Trenitalia
Trenitalia SpA, in 2000 opgericht, is sindsdien verantwoordelijk voor de exploitatie van de treinen in Italië. Het bedrijf is onderverdeeld in divisies voor langeafstandsvervoer, regionaal vervoer en goederenvervoer. Trenitalia zelf is een onderdeel van Ferrovie dello Stato (FS).
Trenitalia ontstond in 2000 door de verzelfstandiging van de Italiaanse Staatsspoorwegen en kreeg in 2001 meer vrijheid om zelf haar tarieven vast te stellen. In 2002 vervoerde Trenitalia 492 miljoen reizigers en 73,6 miljoen ton goederen.
Dochterondernemingen
- Trenitalia France (tot 2021 Thello) exploiteert treinverbindingen naar Frankrijk.
- Cisalpino AG was tussen 1993 tot 2009 een samenwerkingsverband met Schweizerische Bundesbahnen (SBB), met treinverbindingen tussen Zwitserland, Italië en Duitsland.

## Hogesnelheidslijnen
De hogesnelheidstreinen van Trenitalia worden Le Frecce ("de pijlen") genoemd:
1. De Frecciarossa (rode pijl) is de snelste klasse die tot 300 km/u rijdt;
2. De Frecciargento (zilveren pijl) met snelheden tot 250 km/u;
3. De Frecciabianca (witte pijl) met snelheden tot 200 km/u.

De Leonardo Express verbindt Rome met de Leonardo da Vinci-luchthaven in Fiumicino.

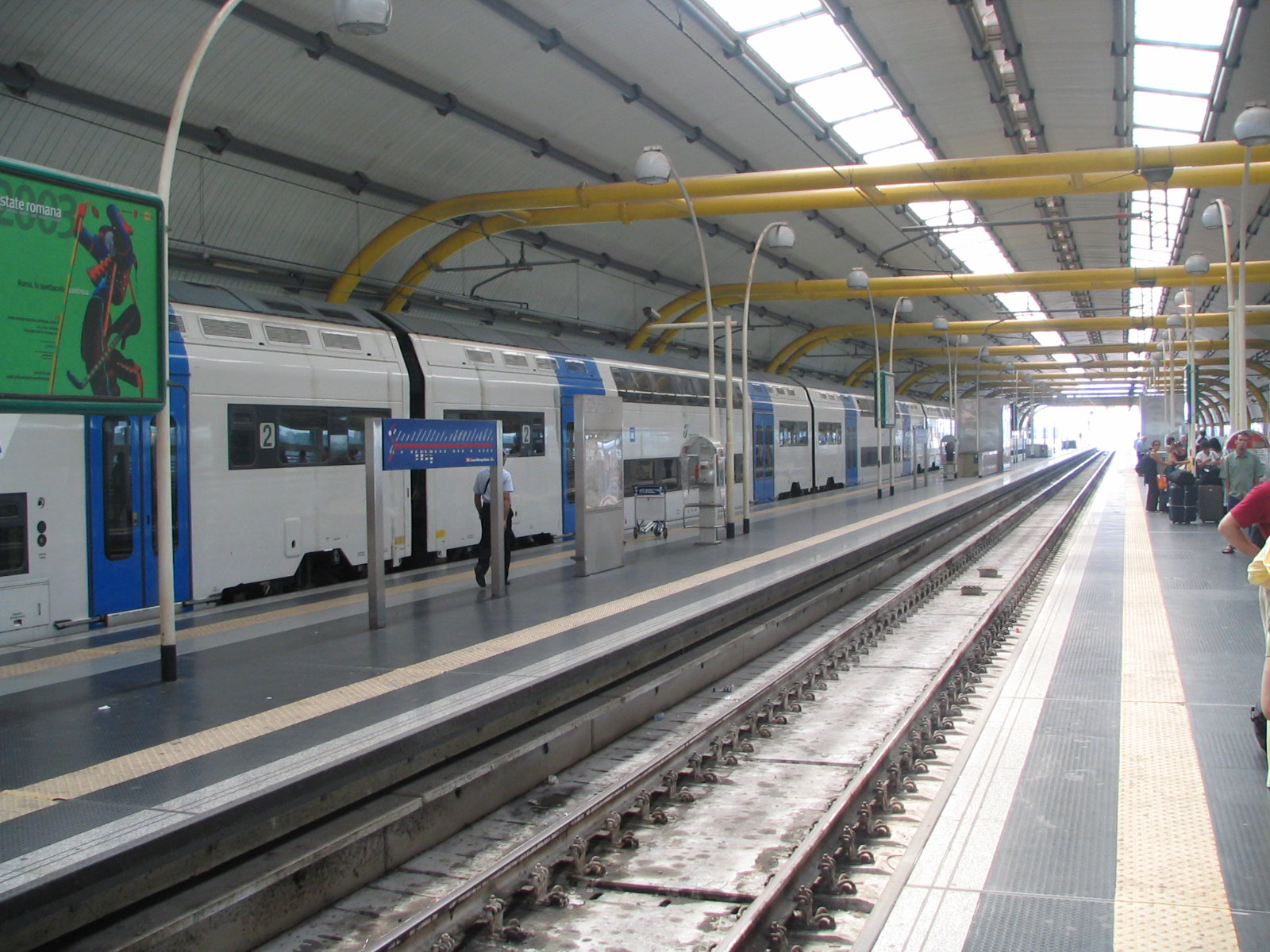
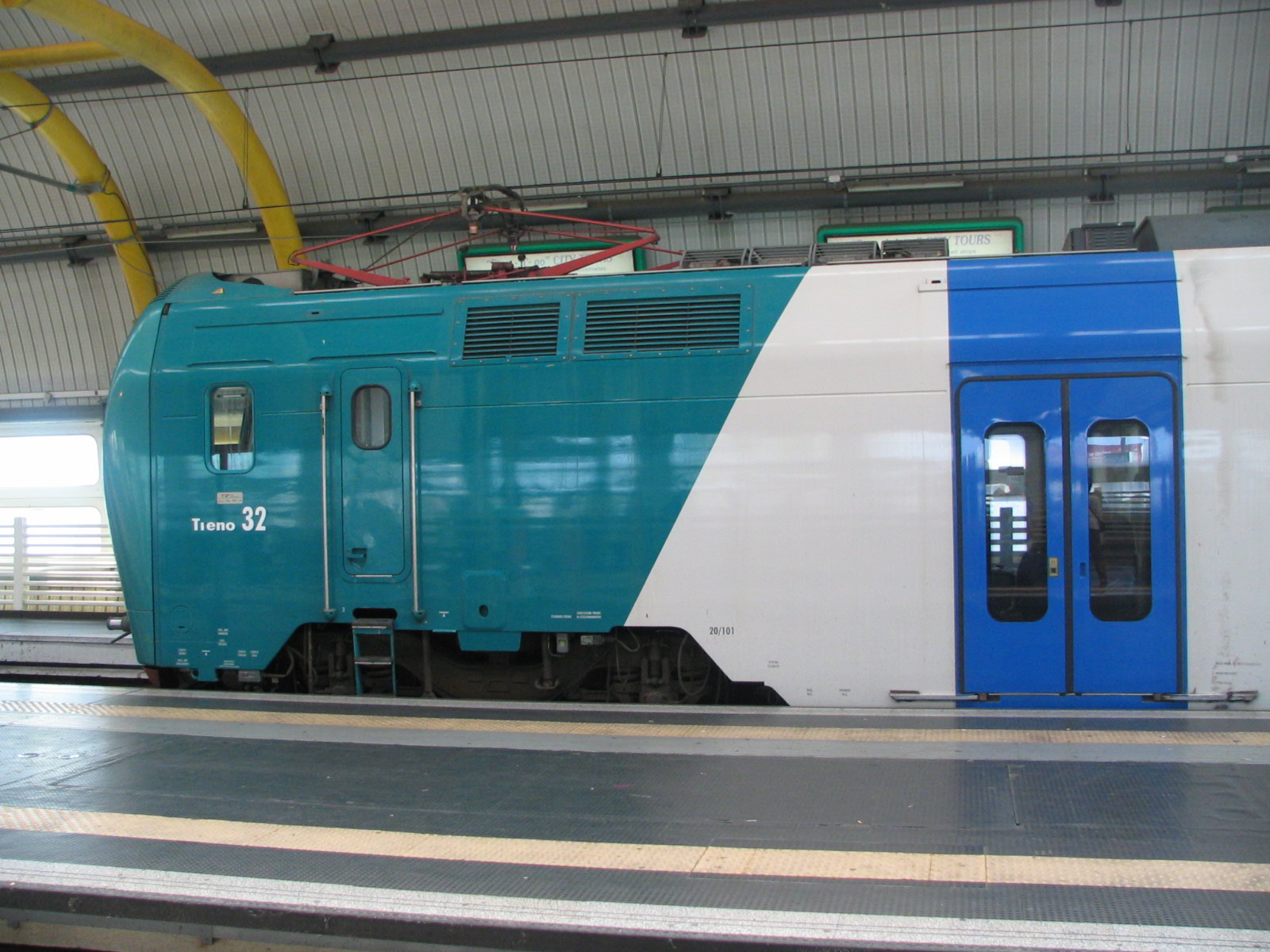
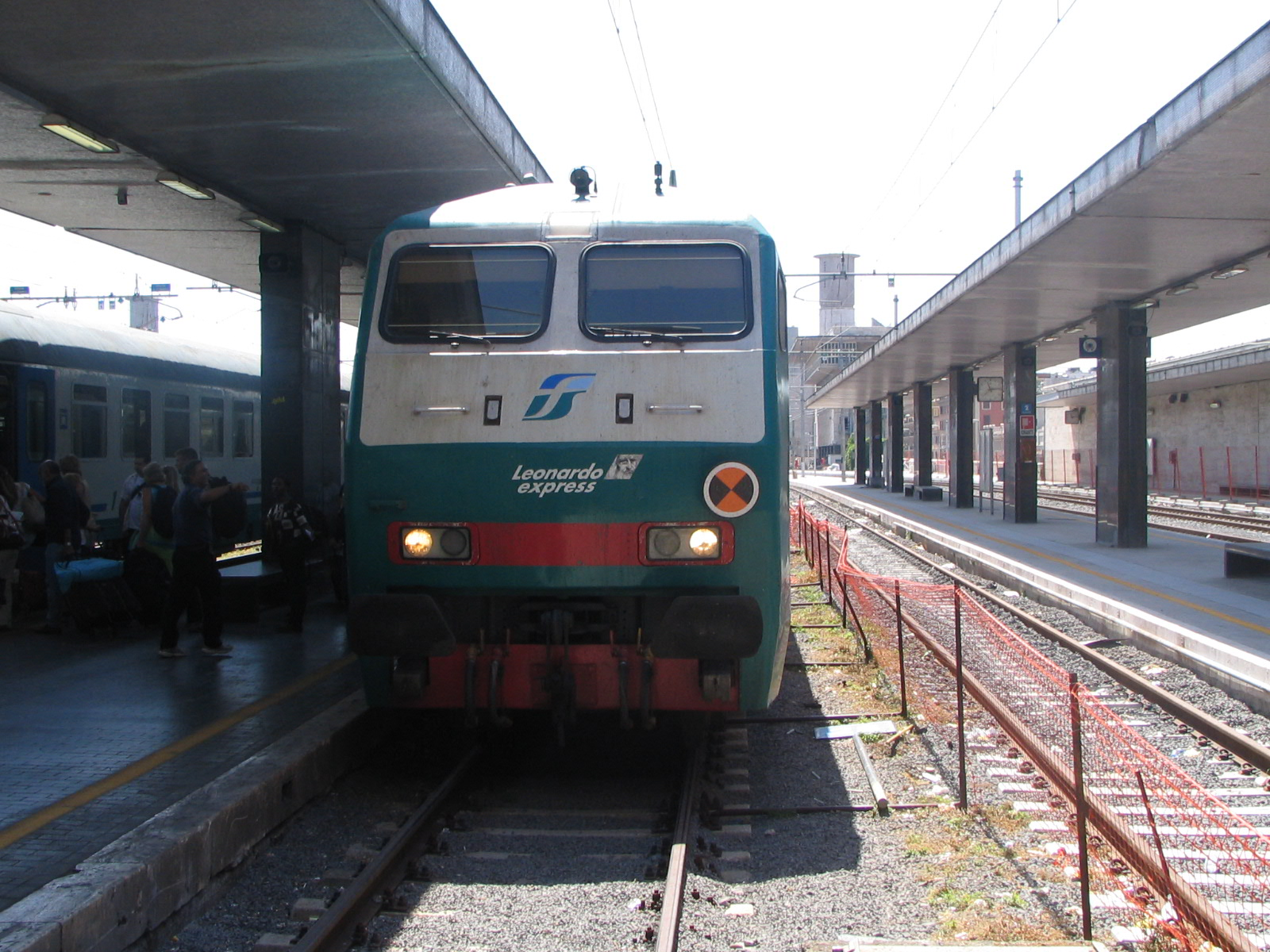